# ファントマ 危機脱出
『ファントマ 危機脱出』（Fantômas）は1964年のフランスのコメディ映画。

## 概要
フランスのピエール・スーヴェストルとマルセル・アラン共作による人気小説シリーズ『ファントマ』シリーズを映画化した作品。後に二作の続編が作られたため、現在は三部作の第一作目とされている。
監督はアンドレ・ユヌベル。出演はジャン・マレー、ミレーヌ・ドモンジョ、ルイ・ド・フュネスなど。
フランスでは公開されると、400万人以上の観客を動員する話題作となった。また、ソビエト連邦でも公開されると人気作となったという。
2002年には、ジャン・レノ主演でリメイクすることが発表されたが、プロジェクトは最終的に頓挫したという。
日本では、2006年に『ファントマ映画祭2006』として、続編の『ファントマ 電光石火』『ファントマ ミサイル作戦』と共にリバイバル公開された。

## キャスト
| 役名           | 俳優                 | 日本語吹替                         | 日本語吹替                         |
| 役名           | 俳優                 | TBS旧版                            | TBS新版                            |
| -------------- | -------------------- | ---------------------------------- | ---------------------------------- |
| ファントマ     | ジャン・マレー       | 山内雅人                           | 森山周一郎                         |
| ファンドール   | ジャン・マレー       | 横森久                             | 伊武雅之                           |
| エレーヌ       | ミレーヌ・ドモンジョ | 赤沢亜沙子                         | 小原乃梨子                         |
| ジューヴ警視   | ルイ・ド・フュネス   | 早野寿郎                           | 滝口順平                           |
| ベルトラン警部 | ジャックス・ディナム |                                    | 兼本新吾                           |
| 編集長         | ロバート・ダルバン   |                                    | 藤本譲                             |
| 不明 その他    |                      |                                    | 田中康郎 徳丸完 嶋俊介             |
|                |                      |                                    |                                    |
| 演出           | 演出                 |                                    | 長野武二郎                         |
| 翻訳           | 翻訳                 |                                    | 進藤光太                           |
| 効果           |                      |                                    |                                    |
| 調整           |                      |                                    |                                    |
| 制作           | 制作                 |                                    | ニュージャパンフィルム             |
| 解説           | 解説                 |                                    | 荻昌弘                             |
| 初回放送       | 初回放送             | 1969年8月22日 『金曜ロードショー』 | 1976年2月16日 『月曜ロードショー』 |

## スタッフ
- 監督：アンドレ・ユヌベル
- 原作：マルセル・アラン、エミール・スーベストル
- 脚本：ジャン・アラン、ピエール・フーコー
- 撮影：マルセル・グリニヨン
- 音楽：ミシェル・マーニュ
- スタント：レミー・ジュリアン